# Sowton
Sowton är en by och en civil parish öster om Exeter i East Devon, Devon, England. Den har en population på 652 (2011).
Byn nämndes i Domedagsboken (Domesday Book) år 1086, och kallades då Clis. Sockenrådet slogs samman med den närliggande Clyst St. Mary år 1976 och formade Bishop's Clyst. 
St Michaels kyrka återuppbyggdes 1844-1845 av John Hayward och betalades av John Garratt. Han behöll den ursprungliga lodräta norra arkaden. Det är ett sällsynt exempel på en tidig viktoriansk traktariansk bykyrka.
Sowton är också namnet på ett industriområde. Området ligger intill motorvägen M5 mellan korsningarna 29 och 30, den motsatta sidan om byn och betjänas av Digby and Sowton järnvägsstation.
Det finns också en pendelparkering för busstrafiken till Exeter centrum. Under ett antal år har det skett en kontorsutveckling på huvudvägen som lämnades ofullständig eftersom ekonomin tog en nedgång under konstruktionen.